# 上川総合振興局
| 上川総合振興局 管内のデータ    | |
|                                | |
| 自治体コード                   | 01450-8                                                                                                   |
| 発足                           | 2010年4月1日 （上川支庁から改組）                                                                         |
| 面積                           | 10,618.70 km² （2024年10月1日）                                                                           |
| 世帯数                         | 253,761世帯 （2024年1月1日 住民基本台帳）                                                                 |
| 総人口                         | 455,390人 （2025年5月31日 住民基本台帳）                                                                  |
| 隣接している 振興局管内        | 空知総合振興局、胆振総合振興局 日高振興局、留萌振興局 宗谷総合振興局、オホーツク総合振興局 十勝総合振興局 |
| 上川総合振興局（旧・上川支庁） | |
| 所在地                         | 〒079-8610 旭川市永山6条19丁目（上川合同庁舎）                                                            |
| 外部リンク                     | 上川総合振興局                                                                                            |
| 表 話 編 歴                    | |

上川総合振興局（かみかわそうごうしんこうきょく）は北海道にある総合振興局のひとつで総合振興局所在地は旭川市。2010年（平成22年）4月1日、上川支庁に代わって発足した。

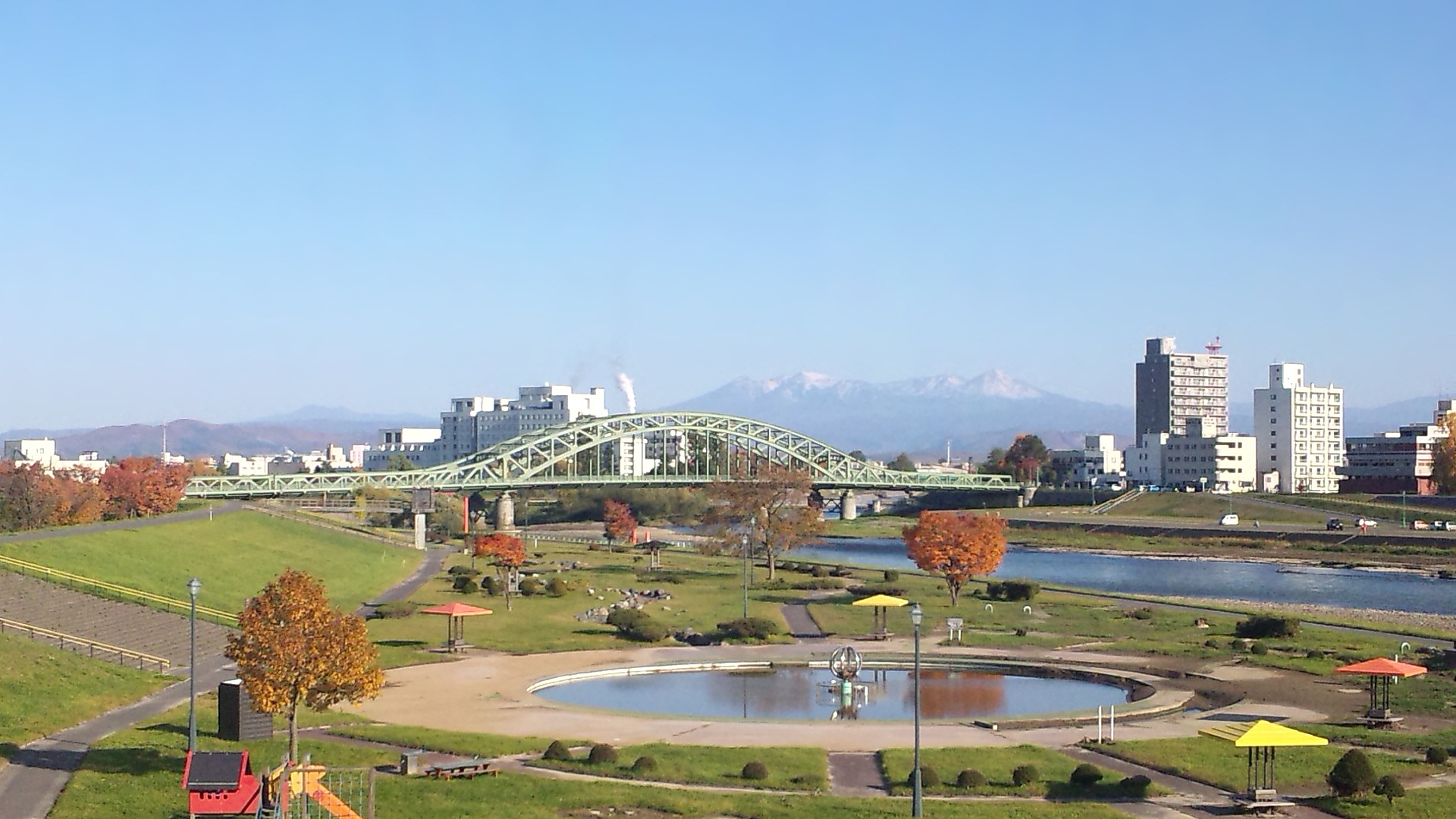
旭橋越しの旭川市中心部と大雪山連峰

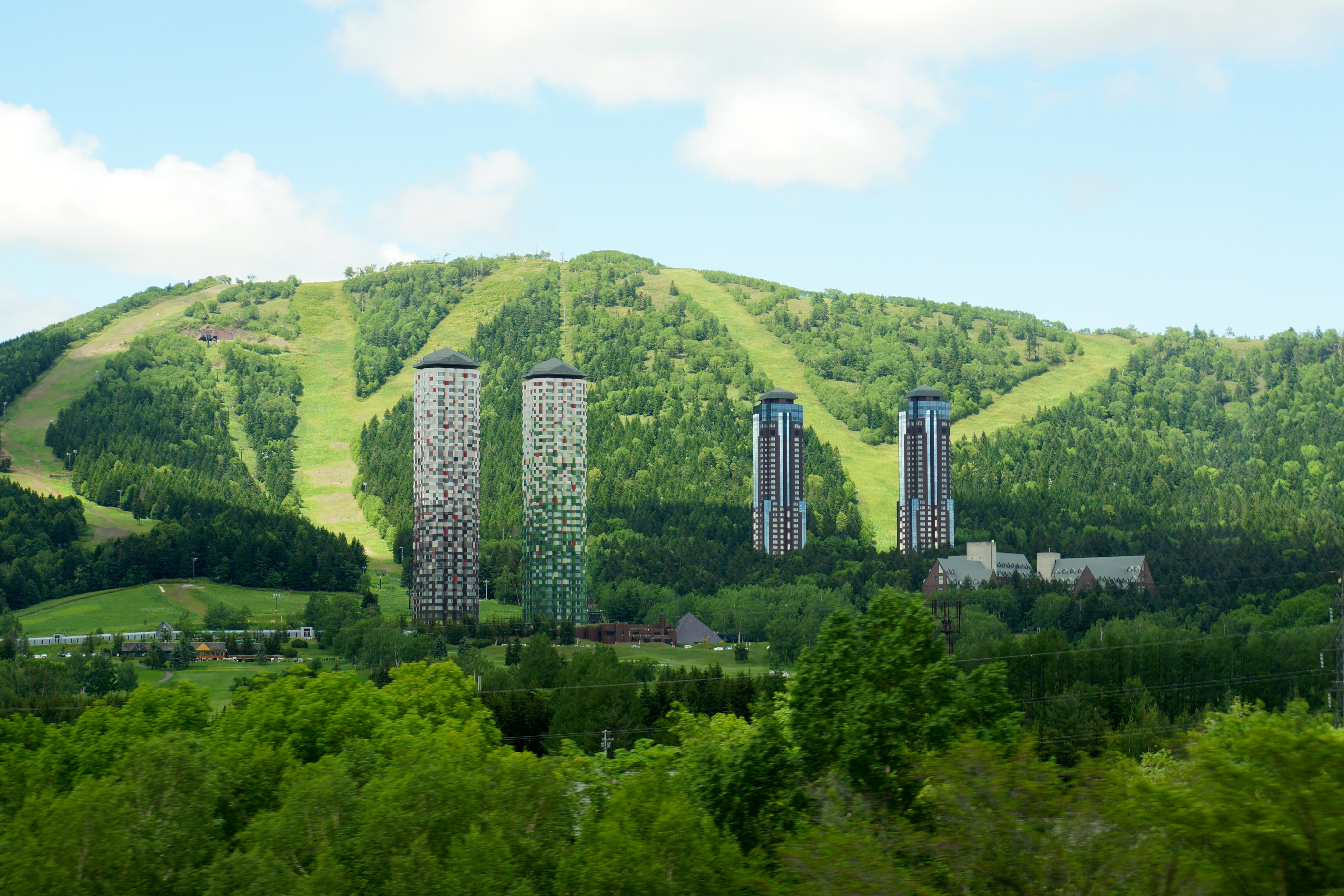
星野リゾート トマム

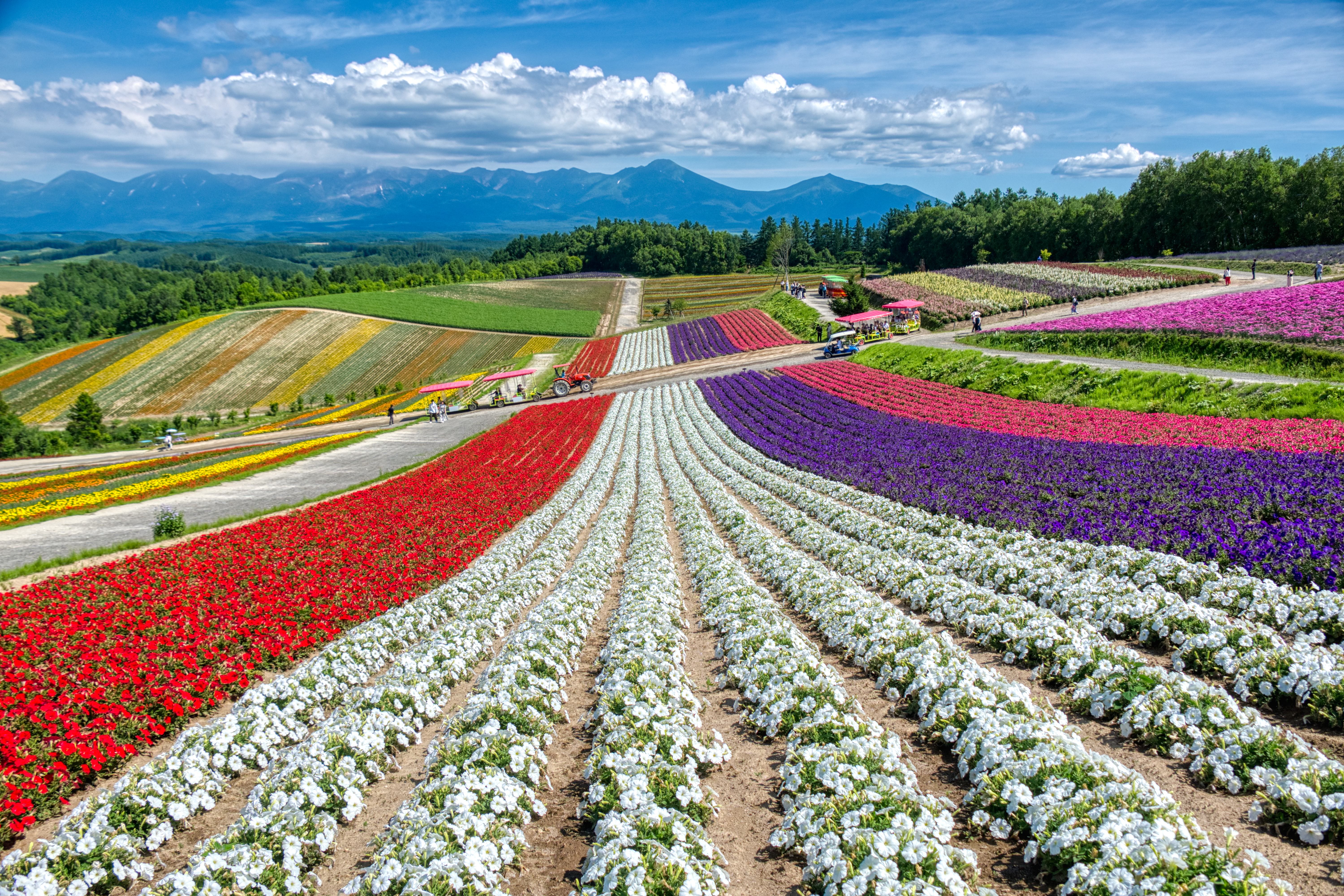
四季彩の丘

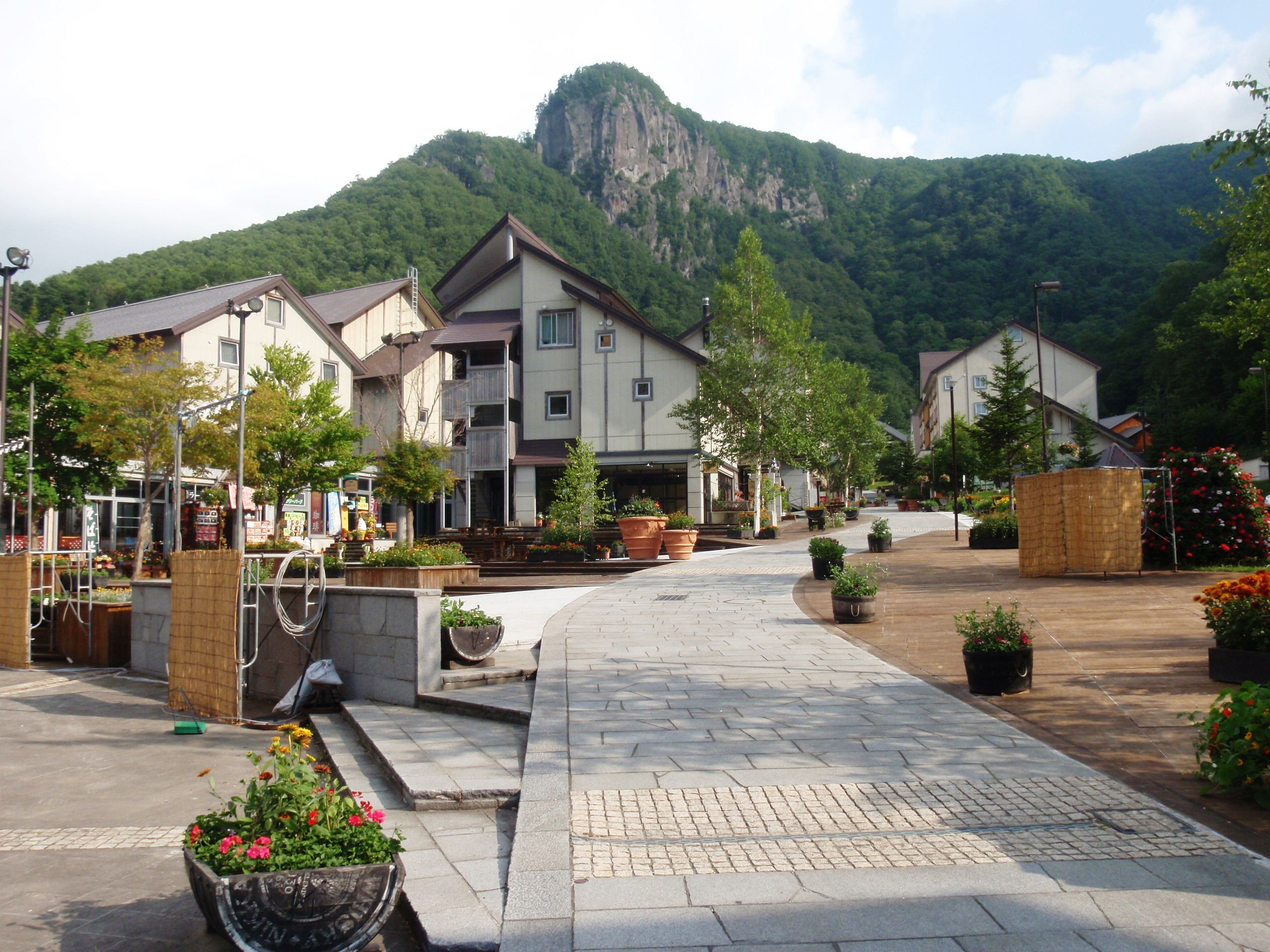
層雲峡温泉

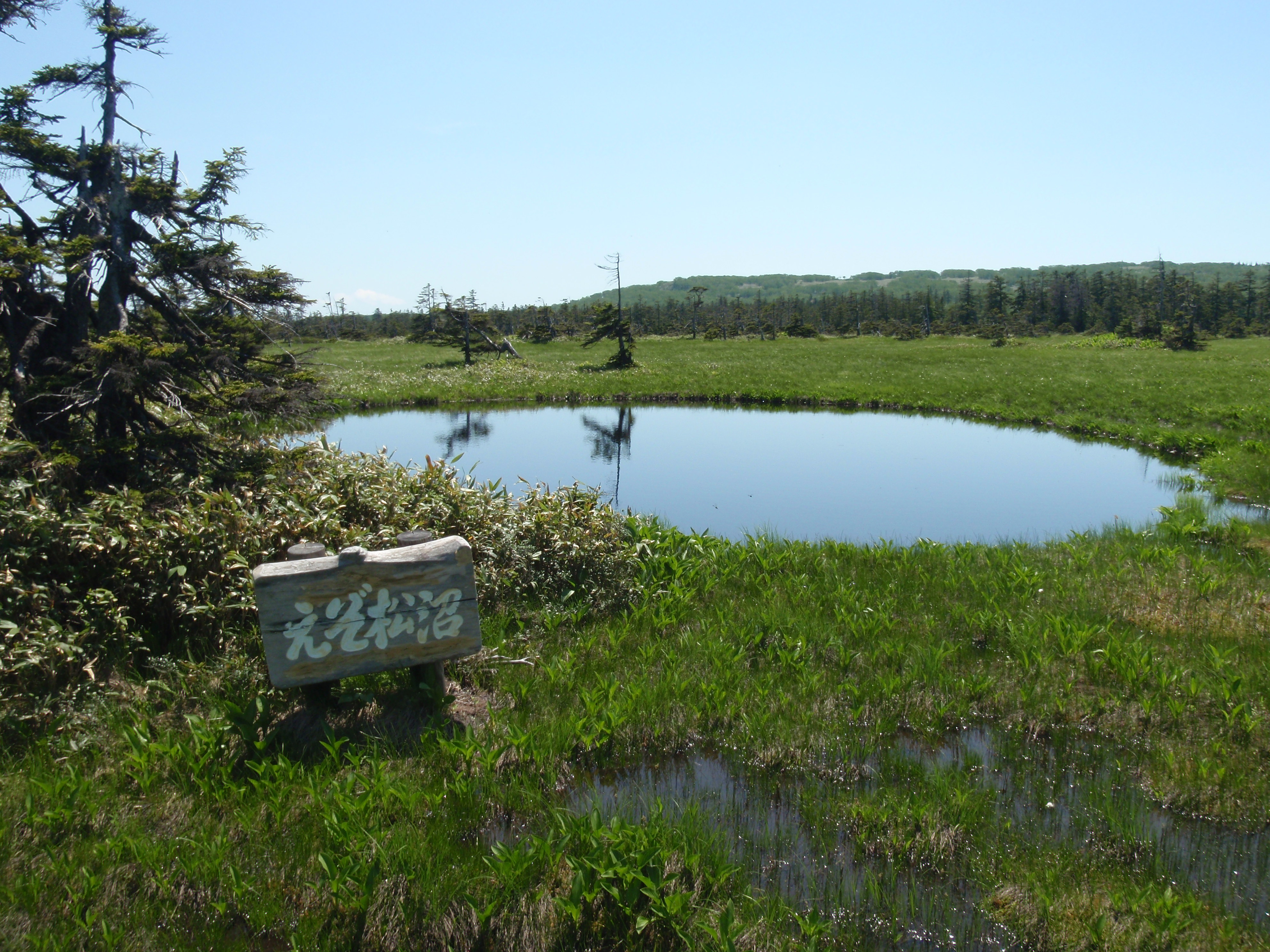
美深松山湿原

## 概要
札幌市を有する石狩振興局に次いで、道内で2番目に人口が多く、中心都市である旭川市に人口が集中している。

## 地理
北海道のほぼ中央、東西を山地に挟まれた盆地帯にあり、南北に細長くなっている。内陸のため、冬は非常に寒く、夏は比較的高温になる。

### 地形

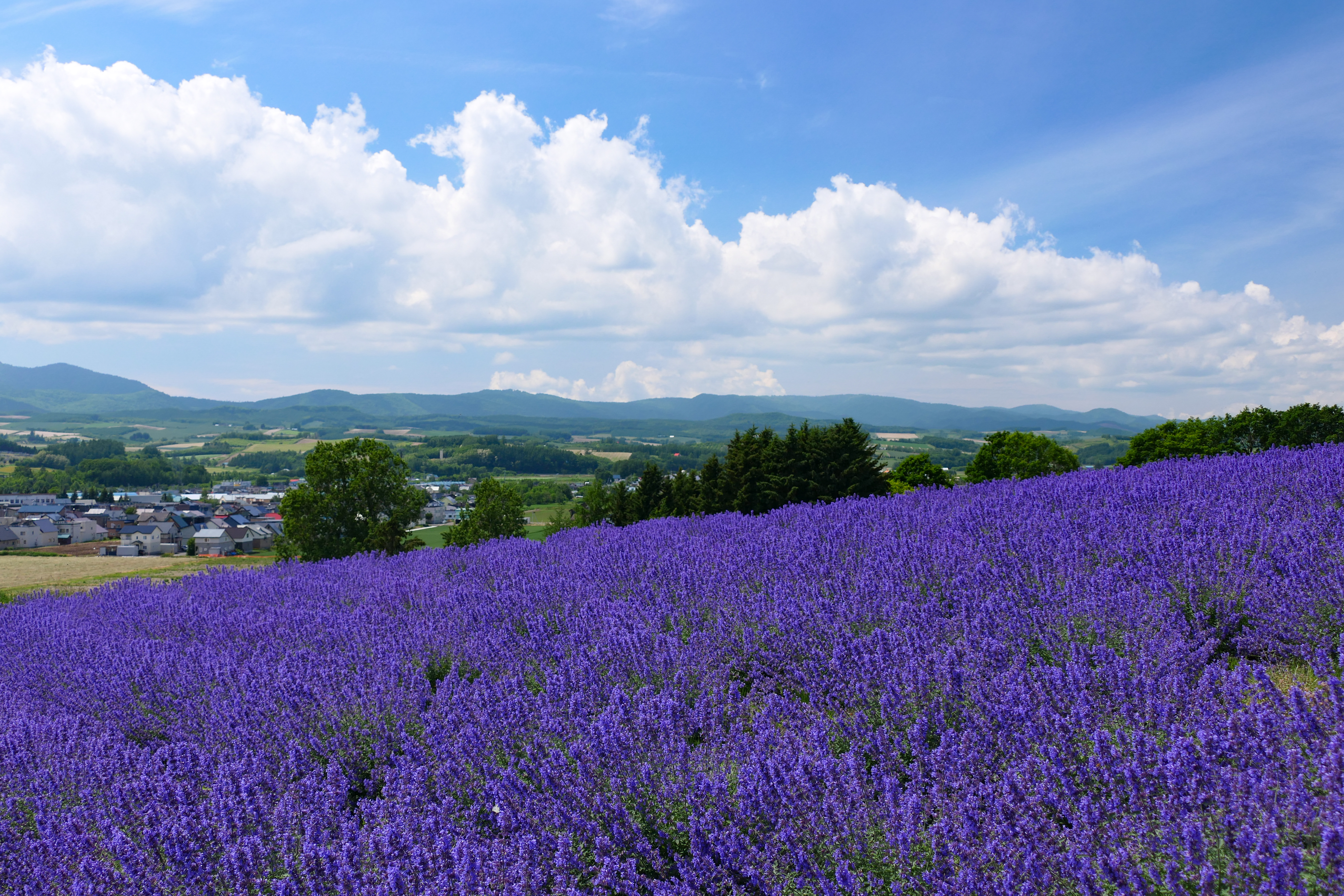
夏の富良野盆地
（上富良野町）

#### 山地
- 旧上川支庁管内は西を天塩山地・夕張山地、東を北見山地・石狩山地などに挟まれた盆地帯にある。
- 特に石狩山地中の大雪山や十勝岳は 2000 m を超え、北海道の最高地点も東川町内にある大雪山系旭岳の山頂（標高 2290 m）である。
- 旧支庁管内も山地帯で隔てられており、中でも北緯44度付近の塩狩峠は北部と南部を二分している。
- 冬季は気温が低く軽量の雪が多く降る。世界最高峰の雪質と称されスノーリゾートが盛んであることから、旧上川支庁管内を「北海道パウダーベルト」と呼ばれることもある[1][2]。

#### 河川
- 旧上川支庁管内には複数の分水嶺があり、郡の境界がほぼそれに沿っている。旧支庁管内中部の旭川市や石狩国上川郡の各町は石狩川の流域に当たり、その源流は上川町の石狩岳に求められる。また、かつて旧空知支庁の一部であった南部の富良野市や空知郡の各町は石狩川支流の空知川流域になり、石狩川本流とは緩やかな丘陵地帯で隔てられている。空知川は西隣の旧空知支庁管内の砂川市で石狩川に合流する。塩狩峠以南の以上の区域が石狩国にあたる。
- 空知川流域とは金山峠を隔てた旧支庁管内最南端の占冠村は太平洋に注ぐ鵡川流域になり、水源は同村内のトマム岳にある。また、南に隣接する旧日高支庁管内との間には日高峠で境界をなしている。同村は胆振国勇払郡であり、かつては室蘭支庁（現在の胆振総合振興局）の一部であった。
- 石狩川流域の北側には山岳地帯があり、塩狩峠などの北側は天塩川（川の水源は士別市の天塩岳）の流域になる。ここには士別市、名寄市、中川郡、天塩国上川郡が含まれる。この分水嶺の北側が天塩国になっており、かつては増毛支庁（現在の留萌振興局）の一部であった。

#### 盆地と谷
- 旧支庁管内は河川に沿って盆地が開けている。石狩川流域には上川盆地、空知川流域には富良野盆地があり、それぞれ谷によって石狩平野と分けられている。また、天塩川流域には名寄盆地がある。各平野にはそれぞれ中心都市があり、現在でも経済活動が盛んに行われている。
- この他、各河川の支流が周囲の山岳地帯から流れ出ているため、その谷間で開拓が進められた。豊かな資源を生かした林業や鉱山開発が行われたが、現在ではその多くが衰退し、急速な過疎化と廃村化が進んでいる。

### 気候
- 北海道の中北部にあり、周囲を山に囲まれた地域のため、日本海側気候で併せて内陸性気候となっている。気候は北海道のイメージに反し穏やかで、気象注意報・警報が出ることが少ない。冬も吹雪の日は少ない。
- 地震がほとんど発生しない地域である。

#### 気温
- 冬の寒さが極めて厳しい。旭川市の旭川地方気象台（当時の上川二等測候所）は1902年1月25日に- 41.0 ℃ を観測し、これが現在でも日本国内で記録された公式の最低気温記録となっている。旭川市では、1996 - 2005年の平均で冬日が年155.5日、真冬日が年80.6日である。占冠村は更に寒く、同期間の冬日は年185.6日に達し、- 35.8 ℃ を2001年1月14日に記録している。この低温は生活上の障害となっているが、観光産業の基盤でもある。
- 一方、夏は比較的高温になり、旭川市では7月と8月の最高気温が1971 - 2000年の平年値で26度を超える。1996 - 2005年の平均では夏日が年58.1日で、道内の地方気象台設置都市で最多である。この高温が、上川盆地での大規模な稲作を可能にしている。

#### 降水
- 降水量は日本国内では少なく、旭川市での平年値は 1074.2 mm となっている。1996 - 2005年の平均でも 1077.7 mm で、そのうち4年は降水量が 1000 mm を下回った。梅雨の影響を受けないため、平年値では6月の降水量が5月を下回る 63.8 mm にとどまる。台風の影響は希に受けるが、同支庁を通過する際には勢力が衰え、移動速度が非常に速くなっているため、降水量はさほど増えない。旭川市で最後に1日の降水量が 100 mm を超えた日は1990年までさかのぼる。なお、占冠村での年降水量は旭川より多く、1996 - 2005年の平均で 1367.3 mm になる。
- 気温が低いため雪が溶けず、積雪量は多くなる。旭川市での平年値では、年間降雪量の合計が 756 cm 、積雪最大値は 96 cm となっている。また初雪は10月23日、最後の降雪は4月30日で、半年近くにわたり雪が降る。

### 地域
{{{annotations}}}
地域分けをすると、北緯44度付近の塩狩峠以南（石狩国および胆振国部分）が道央に含まれる場合があり、以北（天塩国部分）が常に道北とされる。
塩狩峠以南
- 石狩国
  - 旭川市 富良野市
  - 石狩国上川郡 : 鷹栖町 東神楽町 当麻町 比布町 愛別町 上川町 東川町 美瑛町
  - 石狩国雨竜郡 : 幌加内町（2010年4月1日、上川総合振興局に編入）
  - 石狩国空知郡 : 上富良野町 中富良野町 南富良野町

金山峠以南
- 胆振国
  - 胆振国勇払郡 : 占冠村

以上の地域で、上川支庁の面積の6割程度であるが、人口の 8 - 9 割弱を占める。
塩狩峠以北
- 天塩国
  - 名寄市 士別市
  - 天塩国上川郡 : 和寒町 剣淵町 下川町
  - 天塩国中川郡 : 美深町 音威子府村 中川町

天塩国部分は上川支庁の面積の4割程度と比較的広大だが、人口はわずか1割強と少ない。

#### 都市圏
| 自治体 ('80) | 1980年                  | 1990年                  | 1995年                  | 2000年                  | 2005年                  | 2010年                  | 自治体 （現在） |
| ------------ | ----------------------- | ----------------------- | ----------------------- | ----------------------- | ----------------------- | ----------------------- | --------------- |
| 幌加内町     | -                       | -                       | -                       | -                       | -                       | -                       | 幌加内町        |
| 旭川市       | 旭川 都市圏 39万4532人  | 旭川 都市圏 39万6749人  | 旭川 都市圏 39万9047人  | 旭川 都市圏 39万8600人  | 旭川 都市圏 39万4712人  | 旭川 都市圏 38万6048人  | 旭川市          |
| 鷹栖町       | 旭川 都市圏 39万4532人  | 旭川 都市圏 39万6749人  | 旭川 都市圏 39万9047人  | 旭川 都市圏 39万8600人  | 旭川 都市圏 39万4712人  | 旭川 都市圏 38万6048人  | 鷹栖町          |
| 東神楽町     | 旭川 都市圏 39万4532人  | 旭川 都市圏 39万6749人  | 旭川 都市圏 39万9047人  | 旭川 都市圏 39万8600人  | 旭川 都市圏 39万4712人  | 旭川 都市圏 38万6048人  | 東神楽町        |
| 当麻町       | 旭川 都市圏 39万4532人  | 旭川 都市圏 39万6749人  | 旭川 都市圏 39万9047人  | 旭川 都市圏 39万8600人  | 旭川 都市圏 39万4712人  | 旭川 都市圏 38万6048人  | 当麻町          |
| 比布町       | 旭川 都市圏 39万4532人  | 旭川 都市圏 39万6749人  | 旭川 都市圏 39万9047人  | 旭川 都市圏 39万8600人  | 旭川 都市圏 39万4712人  | 旭川 都市圏 38万6048人  | 比布町          |
| 愛別町       | 旭川 都市圏 39万4532人  | 旭川 都市圏 39万6749人  | 旭川 都市圏 39万9047人  | 旭川 都市圏 39万8600人  | 旭川 都市圏 39万4712人  | 旭川 都市圏 38万6048人  | 愛別町          |
| 東川町       | 旭川 都市圏 39万4532人  | 旭川 都市圏 39万6749人  | 旭川 都市圏 39万9047人  | 旭川 都市圏 39万8600人  | 旭川 都市圏 39万4712人  | 旭川 都市圏 38万6048人  | 東川町          |
| 上川町       | -                       | -                       | -                       | -                       | -                       | -                       | 上川町          |
| 美瑛町       | -                       | -                       | -                       | -                       | -                       | -                       | 美瑛町          |
| 上富良野町   | -                       | -                       | -                       | -                       | -                       | -                       | 上富良野町      |
| 中富良野町   | -                       | 富良野 都市圏 3万2983人 | 富良野 都市圏 3万1977人 | 富良野 都市圏 3万1945人 | 富良野 都市圏 3万0783人 | 富良野 都市圏 2万9736人 | 中富良野町      |
| 富良野市     | 富良野 都市圏 2万8499人 | 富良野 都市圏 3万2983人 | 富良野 都市圏 3万1977人 | 富良野 都市圏 3万1945人 | 富良野 都市圏 3万0783人 | 富良野 都市圏 2万9736人 | 富良野市        |
| 南富良野町   | -                       | -                       | -                       | -                       | -                       | -                       | 南富良野町      |
| 占冠村       | -                       | -                       | -                       | -                       | -                       | -                       | 占冠村          |
| 和寒町       | -                       | -                       | -                       | -                       | -                       | -                       | 和寒町          |
| 剣淵町       | -                       | -                       | -                       | -                       | 士別 都市圏 2万7363人   | 士別 都市圏 2万5352人   | 剣淵町          |
| 士別市       | 士別 都市圏 2万8967人   | 士別 都市圏 2万5753人   | 士別 都市圏 2万4293人   | 士別 都市圏 2万3065人   | 士別 都市圏 2万7363人   | 士別 都市圏 2万5352人   | 士別市          |
| 朝日町       | -                       | -                       | -                       | -                       | 士別 都市圏 2万7363人   | 士別 都市圏 2万5352人   | 士別市          |
| 下川町       | -                       | -                       | -                       | -                       | -                       | -                       | 下川町          |
| 風連町       | 名寄 都市圏 4万2222人   | -                       | 名寄 都市圏 3万4661人   | 名寄 都市圏 3万3328人   | 名寄 都市圏 3万1628人   | 名寄 都市圏 3万0591人   | 名寄市          |
| 名寄市       | 名寄 都市圏 4万2222人   | 名寄 都市圏 3万0727人   | 名寄 都市圏 3万4661人   | 名寄 都市圏 3万3328人   | 名寄 都市圏 3万1628人   | 名寄 都市圏 3万0591人   | 名寄市          |
| 美深町       | -                       | -                       | -                       | -                       | -                       | -                       | 美深町          |
| 音威子府村   | -                       | -                       | -                       | -                       | -                       | -                       | 音威子府村      |
| 中川町       | -                       | -                       | -                       | -                       | -                       | -                       | 中川町          |

都市雇用圏（10% 通勤圏）の変遷
以下は、上川総合振興局（旧・上川支庁）管内における都市雇用圏（10% 通勤圏、中心都市の DID 人口が1万人以上）の変遷である。一般的な都市圏の定義については都市圏を参照のこと。なお、この表の和寒町から下の部分が、つねに道北とされる塩狩峠以北の市町村である。また、幌加内町は振興局への改組以前は空知支庁に属していた。
- 10% 通勤圏に入っていない自治体は、各統計年の欄で灰色かつ「-」で示す。

- 通勤率が最も高い自治体は東神楽町の50.67%であり、以下は通勤率上位5つの自治体である（2015年国勢調査）。

| 順位 | 自治体   | 通勤率 |
| ---- | -------- | ------ |
| 1    | 東神楽町 | 50.6%  |
| 2    | 東鷹栖町 | 48.3%  |
| 3    | 東川町   | 32.6%  |
| 4    | 当麻町   | 31.8%  |
| 5    | 比布町   | 29.5%  |

### 人口

#### 人口変遷
| |                                                |  |
| 上川総合振興局と全国の年齢別人口分布（2005年） | 上川総合振興局の年齢・男女別人口分布（2005年） |  |
| ■紫色 ― 上川総合振興局 ■緑色 ― 日本全国 | ■青色 ― 男性 ■赤色 ― 女性                      |  |
| 上川総合振興局（に相当する地域）の人口の推移 \| 1970年（昭和45年） \| 573,807人 \| \| \| 1975年（昭和50年） \| 566,380人 \| \| \| 1980年（昭和55年） \| 586,229人 \| \| \| 1985年（昭和60年） \| 586,111人 \| \| \| 1990年（平成2年） \| 564,228人 \| \| \| 1995年（平成7年） \| 556,226人 \| \| \| 2000年（平成12年） \| 549,921人 \| \| \| 2005年（平成17年） \| 537,432人 \| \| \| 2010年（平成22年） \| 520,365人 \| \| \| 2015年（平成27年） \| 503,458人 \| \| \| 2020年（令和2年） \| 481,953人 \| \| |                                                |  |
| 総務省統計局 国勢調査より |                                                |  |
| 1970年（昭和45年） | 573,807人                                      |  |
| 1975年（昭和50年） | 566,380人                                      |  |
| 1980年（昭和55年） | 586,229人                                      |  |
| 1985年（昭和60年） | 586,111人                                      |  |
| 1990年（平成2年） | 564,228人                                      |  |
| 1995年（平成7年） | 556,226人                                      |  |
| 2000年（平成12年） | 549,921人                                      |  |
| 2005年（平成17年） | 537,432人                                      |  |
| 2010年（平成22年） | 520,365人                                      |  |
| 2015年（平成27年） | 503,458人                                      |  |
| 2020年（令和2年） | 481,953人                                      |  |

## 歴史

### 近代
明治
- 1897年（明治30年） - 石狩国上川郡に上川支庁設置
- 1899年（明治32年） - 空知郡東部の富良野村（現在の上富良野町・中富良野町・富良野市・南富良野町）を空知支庁（後の空知総合振興局）より移管。同年、天塩国上川郡を増毛支庁（後の留萌振興局）より編入し、剣淵村他3ヶ村（士別、多寄、上名寄）戸長役場を設置する
- 1901年（明治34年） - 下名寄村を含む中川郡、増毛支庁から上川支庁に移管、剣淵外3村戸長役場所属となる。
- 1906年（明治39年） - 室蘭支庁（後の胆振総合振興局）より勇払郡占冠村を編入

### 現代
平成
- 2010年（平成22年） - 上川支庁を上川総合振興局に改組、同時に幌加内町を空知支庁（後の空知総合振興局）より編入

## 政治

### 所管
従来の上川支庁全域と、空知支庁管内であった雨竜郡幌加内町が所管区域となる。また、条例により、「広域で所管することが望ましい業務」に関しては、隣接する留萌振興局管内（宗谷総合振興局へ移管された幌延町は除く）を含む上川・留萌地方全域において事務を担当する。
14支庁を9総合振興局・5振興局へ再編する北海道総合振興局設置条例では、道北総合振興局（どうほくそうごうしんこうきょく）の名称で、留萌支庁より改組される留萌振興局を下部組織として設置する予定であったが、「格下げ」に対する反発が生じたことから2009年（平成21年）3月に条例を改正。名称を支庁と同じ「上川総合振興局」とし、留萌振興局については総合振興局と同等の地位（地方自治法上の支庁）とされた。

### 部局
上川総合振興局（管轄市町村：4市17町2村）
- 総合振興局直轄 （総務課、課税課、納税課）
  - 名寄道税事務所
- 地域創生部 （地域政策課）
- 保健環境部 （社会福祉課（子ども子育て支援室）、環境生活課）
  - 保健行政室 （企画総務課、健康推進課、生活衛生課、試験検査課）
  - 名寄地域保健室 （企画総務課、健康推進課、生活衛生課）
  - 富良野地域保健室 （企画総務課、健康推進課、生活衛生課）
  - 名寄社会福祉事務出張所
- 産業振興部 （商工労働観光課、農務課、調整課、整備課（上川中部整備室）、林務課）
  - 上川農業改良普及センター
    - 富良野支所
    - 大雪支所
    - 士別支所
    - 名寄支所
    - 上川北部支所

  - 南部耕地出張所
  - 北部耕地出張所
- 南部森林室 （管理課、普及課、森林整備課）
  - 富良野事務所
- 北部森林室 （管理課、普及課、森林整備課）
- 旭川建設管理部
  - 建設行政室 （建設行政課、建設指導課、入札契約課）
  - 用地管理室 （用地課、維持管理課）
  - 事業室 （地域調整課、道路課、治水課、事業課（施設保全室））
  - 士別出張所 （施設保全室）
  - 富良野出張所 （施設保全室）
  - 美深出張所 （施設保全室）
- 北海道上川保健所 （企画総務課、健康推進課、生活衛生課、試験検査課）　*保健環境部に併置
- 北海道名寄保健所 （企画総務課、健康推進課、生活衛生課）　*保健環境部名寄地域保健室に併置
- 北海道富良野保健所 （企画総務課、健康推進課、生活衛生課）　*保健環境部富良野地域保健室に併置
- 北海道上川家畜保健衛生所 （指導課、予防課、病性鑑定課）
- 北海道富良野食肉衛生検査所 （指導課、食肉検査課）

## 経済

### 第一次産業

#### 農業
多種多様な作物が生産されている「食材王国」である。
- 旧上川支庁管内の上川盆地と旧空知支庁管内には北海道最大の稲作地帯で日本一の収穫量を誇る道央水田地帯が広がり、また日本を代表する野菜産地でもある。

小麦の生産量も多く、生産量は現在の上川総合振興局管内が全道一。美瑛町が小麦のブランド化を進めている。
たまねぎ・じゃがいも・にんじん・とうもろこし・アスパラガス・きのこなどの生産量が大変に多い。また、大豆・小麦・小豆（アズキ）・ビートなども生産されている。
富良野市はにんじんで、アスパラガスは名寄市で、かぼちゃは和寒町で、そばは幌加内町でそれぞれ生産量日本一を誇っている。愛別町はきのこの生産が道内一。

#### 林業
- かつて林業が盛んであったが、現在は他の地域と同様に衰退している。

### 第二次産業

#### 工業
- 旭川市：食品加工業・製紙業・家具製造業などがある。最近は、東川町・東神楽町にもそれらの工場が移ってきている。
- 名寄市：製紙業。
- 士別市：甜菜糖業。

### 第三次産業

#### 商業
- 旭川市が昔からの商業都市であり、物販の集積が進んでいる。

## 交通

### 空路

#### 空港
- 旭川空港（東神楽町）

### 鉄道

#### 鉄道路線
北海道旅客鉄道（JR北海道）
- 函館本線
- 宗谷本線
- 石北本線
- 根室本線
- 富良野線
- 石勝線

### 道路

#### 高速道路
東日本高速道路（NEXCO東日本）
- E5道央自動車道 :（深川市）- 旭川鷹栖IC - 旭川北IC - 比布大雪PA - 和寒IC - 士別剣淵IC -（名寄美深道路）
- E5名寄美深道路：（道央自動車道）- 多寄IC - 名寄IC - 名寄北IC - 智恵文南入口 - 智恵文IC - 美深IC - 美深北IC
- E39旭川紋別自動車道：（道央自動車道）- 比布JCT - 比布北IC - 愛別IC - 愛山上川IC - 上川層雲峡IC - 浮島IC/浮島CB -（遠軽町）

### 道の駅
- 道の駅あさひかわ
- 道の駅絵本の里けんぶち
- 道の駅おといねっぷ
- 道の駅自然体感しむかっぷ
- 道の駅とうま
- 道の駅なかがわ
- 道の駅びえい「丘のくら」
- 道の駅ひがしかわ「道草館」
- 道の駅びふか
- 道の駅南ふらの
- 道の駅森と湖の里ほろかない

## 観光
- 旭川市
  - 旭橋（北海道遺産、旭川のシンボル）
  - 旭川市旭山動物園
  - ロマンティック街道（プラタナス街道）
    - プラタナス並木と西洋風の町並みが続く街道。教会や石造の倉庫、有名菓子店が立ち並んでいる。TVCMのロケ地にもなった。

  - 外国樹種見本林
    - 三浦綾子「氷点」の舞台

  - 嵐山公園・嵐山展望台
    - 鷹栖町域に属するが、旭川市の名所として認識されている。
- 美瑛町
  - 北海道を代表する丘陵風景が見られる「丘のまち」。白金温泉もある。
- 富良野市・中富良野町・上富良野町・南富良野町
  - 富良野スキー場とラベンダー、「北の国から」観光
- 上川町
  - 大雪山国立公園の北の玄関口。層雲峡温泉、大雪高原温泉、愛山渓温泉がある。
- 東川町
  - 大雪山国立公園の玄関口。旭岳温泉、天人峡温泉がある。
- 占冠村
  - トマムリゾート
- 下川町
  - ミニ万里の長城、アイスキャンドル。
  - 万里長城祭（5月）、うどんまつり（8月）、アイスキャンドルミュージアム（2月）がある。